# No hay truco
No hay truco es la segunda maqueta del rapero y MC español Porta. Tiene colaboraciones de: 2karas, Jota, Bazzel, May, Enigmah, Cloud, Nayck, Chus, ZPU, Fado y Abram y las instrumentales fueron producidas en gran mayoría por Soma y algunos tracks por Despotah, Versus y Ense. Ha sido grabada, mezclada y masterizada por Soma en Lebuqe estudios durante finales del 2006 y principios del 2007.

## Lista de canciones
| N.º     | Título                                                       | Escritor(es)                           | Productor(es)        | Duración |  |
| 1.      | «Lo que se avecina»                                          | Porta                                  | Soma                 | 2:23     |  |
| 2.      | «Porque puedo»                                               | Porta                                  | Versus               | 5:38     |  |
| 3.      | «Hay siempre un sentimiento muerto en un corazón roto»       | Porta                                  | Soma                 | 7:47     |  |
| 4.      | «No hay truco»                                               | Porta                                  | Soma                 | 6:01     |  |
| 5.      | «Distancia»                                                  | Porta                                  | Soma, Despotah       | 4:13     |  |
| 6.      | «Érase una vez» (Con 2karas)                                 | Porta / 2karas                         | Soma                 | 5:58     |  |
| 7.      | «Voy a saco»                                                 | Porta                                  | Despotah             | 3:21     |  |
| 8.      | «Las niñas unas guarras pero los tíos unos cerdos» (Con May) | Porta / May                            | Soma                 | 6:31     |  |
| 9.      | «Tras mi luna de cristal» (Con Jota)                         | Porta / Jota                           | Soma                 | 3:11     |  |
| 10.     | «Rumores, lo que se comenta por allí»                        | Porta                                  | Soma                 | 7:29     |  |
| 11.     | «Mi rosa negra» (Con Bazzel)                                 | Porta / Bazzel                         | Soma                 | 4:02     |  |
| 12.     | «Mi frikimundo»                                              | Porta                                  | Soma                 | 3:38     |  |
| 13.     | «Nuestra historia de dos» (Con May)                          | Porta / May                            | Soma                 | 5:14     |  |
| 14.     | «Próxima estación: rap» (Con Enigmah, Chus, Nayck y Cloud)   | Porta / Enigmah / Chus / Nayck / Cloud | Soma, Versus         | 6:04     |  |
| 15.     | «El 90% de mí eres tú» (Con ZPU)                             | Porta / ZPU                            | Soma                 | 5:36     |  |
| 16.     | «Un sincorazón en el reino de los corazones»                 | Porta                                  | Soma                 | 3:54     |  |
| 17.     | «Sólo un poco más de mí» (Con Bazzel)                        | Porta / Bazzel                         | Soma                 | 5:37     |  |
| 18.     | «Cuando te vas» (Con Abram y Fado)                           | Porta / Abram / Fado                   | Soma                 | 4:58     |  |
| 19.     | «El jugador también forma parte del juego»                   | Porta                                  | Soma                 | 3:13     |  |
| 20.     | «Harto y cansado»                                            | Porta                                  | Soma                 | 6:15     |  |
| 21.     | «Estados»                                                    | Kirt Broadbelt                         | Soma, Despotah, Ense | 5:00     |  |
| 22.     | «Y para terminar...»                                         | Porta                                  | Soma                 | 2:24     |  |
| 23.     | «Dragon Ball rap»                                            | Porta                                  | Soma                 | 2:25     |  |
| 1:50:17 |                                                              |                                        |                      |          |  |